# Grande Prémio de França de 2007 (WTCC)
O Grande Prémio de França de 2007 do Campeonato Mundial de Carros de Turismo decorreu em 3 de Junho de 2007 no Circuito de Pau situado na cidade francesa de Pau e corresponde às jornadas 7 e 8 do Campeonato Mundial de Carros de Turismo de 2007.
Devido a incidentes durante a 4ª etapa do WTCC os pilotos Augusto Farfus e Gabriele Tarquini serão punidos com dez lugares na grelha de partida para a primeira corrida.

## Qualificação
O tempo estava claro e seco com uma temperatura de 19ºC. A temperatura da pista era de 39 °C.
| Posição | Número | Piloto                | Carro             | Tempo    | Voltas | Diferença | Velocidade |
| ------- | ------ | --------------------- | ----------------- | -------- | ------ | --------- | ---------- |
| 1       | 8      | Alain Menu            | Chevrolet Lacetti | 1:21.930 | 16     |           | 121.27     |
| 2       | 12     | Yvan Muller           | Seat Leon         | 1:22.328 | 15     | 0.398     | 120.68     |
| 3       | 3      | Augusto Farfus        | BMW 320si         | 1:22.379 | 18     | 0.449     | 120.61     |
| 4       | 18     | Tiago Monteiro        | Seat Leon         | 1:22.391 | 18     | 0.461     | 120.59     |
| 5       | 7      | Nicola Larini         | Chevrolet Lacetti | 1:22.416 | 11     | 0.486     | 120.55     |
| 6       | 6      | Robert Huff           | Chevrolet Lacetti | 1:22.458 | 13     | 0.528     | 120.49     |
| 7       | 1      | Andy Priaulx          | BMW 320si         | 1:22.491 | 18     | 0.561     | 120.45     |
| 8       | 9      | Jordi Gené            | Seat Leon         | 1:22.591 | 16     | 0.661     | 120.30     |
| 9       | 11     | Gabriele Tarquini     | Seat Leon         | 1:22.634 | 14     | 0.704     | 120.24     |
| 10      | 5      | Félix Porteiro        | BMW 320si         | 1:22.669 | 22     | 0.739     | 120.19     |
| 11      | 16     | Olivier Tielemans     | Alfa Romeo 156    | 1:22.865 | 11     | 0.935     | 119.90     |
| 12      | 20     | Tom Coronel           | Seat Leon         | 1:22.948 | 12     | 1.018     | 119.78     |
| 13      | 15     | James Thompson        | Alfa Romeo 156    | 1:22.952 | 12     | 1.022     | 119.78     |
| 14      | 24     | Anthony Beltoise*     | Seat Leon         | 1:23.055 | 13     | 1.125     | 119.63     |
| 15      | 10     | Michel Jourdain       | Seat Leon         | 1:23.094 | 13     | 1.164     | 119.57     |
| 16      | 26     | Stefano D'Aste*       | BMW 320si         | 1:23.096 | 16     | 1.166     | 119.57     |
| 17      | 2      | Jörg Müller           | BMW 320si         | 1:23.127 | 18     | 1.197     | 119.52     |
| 18      | 4      | Alessandro Zanardi    | BMW 320si         | 1:23.146 | 19     | 1.216     | 119.50     |
| 19      | 31     | Sergio Hernández*     | BMW 320si         | 1:23.495 | 15     | 1.565     | 119.00     |
| 20      | 33     | Miguel Freitas*       | Alfa Romeo 156    | 1:23.967 | 20     | 2.037     | 118.33     |
| 21      | 22     | Maurizio Ceresoli*    | Seat Leon         | 1:24.113 | 15     | 2.183     | 118.12     |
| 22      | 21     | Emmet O'Brien*        | Seat Leon         | 1:24.194 | 5      | 2.264     | 118.01     |
| 23      | 30     | Luca Rangoni*         | BMW 320si         | 1:24.273 | 11     | 2.343     | 117.90     |
| -**     | 23     | Pierre-Yves Corthals* | Seat Leon         | 3:18.321 | 3      | 1:56.391  | 50.10      |

- * Pilotos elegíveis para o Yokohama Independents' Trophy.
- ** Efectuou um tempo superior ao tempo máximo de qualificação (1:27.665).

## Corrida 1
O tempo estava claro e seco com uma temperatura de 17 °C. A temperatura da pista era de 31 °C.
| Posição | Número | Piloto                | Carro             | Tempo     | Voltas | Diferença | Velocidade | Melhor volta | Pontos |
| ------- | ------ | --------------------- | ----------------- | --------- | ------ | --------- | ---------- | ------------ | ------ |
| 1       | 8      | Alain Menu            | Chevrolet Lacetti | 26:42.140 | 19     |           | 117.94     | 1:23.054**   | 10     |
| 2       | 12     | Yvan Muller           | Seat Leon         | 26:44.400 | 19     | 2.260     | 117.77     | 1:23.281     | 8      |
| 3       | 18     | Tiago Monteiro        | Seat Leon         | 26:45.948 | 19     | 3.808     | 117.66     | 1:23.340     | 6      |
| 4       | 6      | Robert Huff           | Chevrolet Lacetti | 26:51.334 | 19     | 9.194     | 117.27     | 1:23.438     | 5      |
| 5       | 5      | Félix Porteiro        | BMW 320si         | 26:53.515 | 19     | 11.375    | 117.11     | 1:23.653     | 4      |
| 6       | 1      | Andy Priaulx          | BMW 320si         | 26:53.943 | 19     | 11.803    | 117.08     | 1:23.708     | 3      |
| 7       | 3      | Augusto Farfus        | BMW 320si         | 26:54.823 | 19     | 12.683    | 117.01     | 1:23.745     | 2      |
| 8       | 9      | Jordi Gené            | Seat Leon         | 27:01.468 | 19     | 19.328    | 116.53     | 1:23.806     | 1      |
| 9       | 20     | Tom Coronel           | Seat Leon         | 27:04.557 | 19     | 22.417    | 116.31     | 1:24.041     |        |
| 10      | 15     | James Thompson        | Alfa Romeo 156    | 27:06.944 | 19     | 24.804    | 116.14     | 1:24.125     |        |
| 11      | 2      | Jörg Müller           | BMW 320si         | 27:07.646 | 19     | 25.506    | 116.09     | 1:23.690     |        |
| 12      | 10     | Michel Jourdain       | Seat Leon         | 27:09.394 | 19     | 27.254    | 115.97     | 1:23.998     |        |
| 13      | 26     | Stefano D'Aste*       | BMW 320si         | 27:09.947 | 19     | 27.807    | 115.93     | 1:24.036     |        |
| 14      | 31     | Sergio Hernández*     | BMW 320si         | 27:11.738 | 19     | 29.598    | 115.80     | 1:23.914**   |        |
| 15      | 24     | Anthony Beltoise*     | Seat Leon         | 27:12.302 | 19     | 30.162    | 115.76     | 1:24.066     |        |
| 16      | 33     | Miguel Freitas*       | Alfa Romeo 156    | 27:25.843 | 19     | 43.703    | 114.81     | 1:24.667     |        |
| 17      | 21     | Emmet O'Brien*        | Seat Leon         | 27:28.618 | 19     | 46.478    | 114.62     | 1:24.710     |        |
| 18      | 23     | Pierre-Yves Corthals* | Seat Leon         | 27:29.592 | 19     | 47.452    | 114.55     | 1:24.690     |        |
| 19      | 11     | Gabriele Tarquini     | Seat Leon         | 27:12.669 | 18     | 1 volta   | 109.65     | 1:23.797     |        |
| -       | 7      | Nicola Larini         | Chevrolet Lacetti | 17:18.349 | 12     | DNF       | 115.00     | 1:23.561     |        |
| -       | 4      | Alessandro Zanardi    | BMW 320si         | 16:01.124 | 11     | DNF       | 113.90     | 1:23.971     |        |
| -       | 22     | Maurizio Ceresoli*    | Seat Leon         | 13:26.275 | 9      | DNF       | 111.13     | 1:24.704     |        |
| -       | 30     | Luca Rangoni*         | BMW 320si         | 8:54.457  | 6      | DNF       | 111.88     | 1:24.566     |        |
| -       | 16     | Olivier Tielemans     | Alfa Romeo 156    |           | 0      |           |            |              |        |

- * Pilotos elegíveis para o Yokohama Independents' Trophy.
- ** Melhores voltas.

## Corrida 2
O tempo estava claro e seco com uma temperatura de 22 °C. A temperatura da pista era de 34 °C.
| Posição | Número | Piloto                | Carro             | Tempo     | Voltas | Diferença | Velocidade | Melhor volta | Pontos |
| ------- | ------ | --------------------- | ----------------- | --------- | ------ | --------- | ---------- | ------------ | ------ |
| 1       | 3      | Augusto Farfus        | BMW 320si         | 31:54.553 | 21     |           | 109.07     | 1:24.190**   | 10     |
| 2       | 1      | Andy Priaulx          | BMW 320si         | 31:55.015 | 21     | 0.462     | 109.05     | 1:24.213     | 8      |
| 3       | 18     | Tiago Monteiro        | Seat Leon         | 31:59.738 | 21     | 5.185     | 108.78     | 1:24.239     | 6      |
| 4       | 6      | Robert Huff           | Chevrolet Lacetti | 32:00.178 | 21     | 5.625     | 108.75     | 1:24.253     | 5      |
| 5       | 9      | Jordi Gené            | Seat Leon         | 32:07.571 | 21     | 13.018    | 108.34     | 1:24.424     | 4      |
| 6       | 12     | Yvan Muller           | Seat Leon         | 32:09.029 | 21     | 14.476    | 108.26     | 1:24.501     | 3      |
| 7       | 15     | James Thompson        | Alfa Romeo 156    | 32:15.414 | 21     | 20.861    | 107.90     | 1:24.987     | 2      |
| 8       | 8      | Alain Menu            | Chevrolet Lacetti | 32:15.713 | 21     | 21.160    | 107.88     | 1:24.341     | 1      |
| 9       | 4      | Alessandro Zanardi    | BMW 320si         | 32:17.000 | 21     | 22.447    | 107.81     | 1:24.704     |        |
| 10      | 2      | Jörg Müller           | BMW 320si         | 32:17.196 | 21     | 22.643    | 107.80     | 1:24.583     |        |
| 11      | 7      | Nicola Larini         | Chevrolet Lacetti | 32:19.683 | 21     | 25.130    | 107.66     | 1:25.087     |        |
| 12      | 11     | Gabriele Tarquini     | Seat Leon         | 32:20.130 | 21     | 25.577    | 107.64     | 1:25.253     |        |
| 13      | 23     | Pierre-Yves Corthals* | Seat Leon         | 32:25.010 | 21     | 30.457    | 107.37     | 1:24.986     |        |
| 14      | 24     | Anthony Beltoise*     | Seat Leon         | 32:31.864 | 21     | 37.311    | 106.99     | 1:25.474     |        |
| 15      | 22     | Maurizio Ceresoli*    | Seat Leon         | 32:54.980 | 21     | 1:00.427  | 105.74     | 1:25.677     |        |
| 16      | 16     | Olivier Tielemans     | Alfa Romeo 156    | 32:37.032 | 20     | 1 volta   | 101.63     | 1:25.681     |        |
| 17      | 30     | Luca Rangoni*         | BMW 320si         | 33:16.710 | 19     | 2 voltas  | 94.63      | 1:25.357     |        |
|         | 10     | Michel Jourdain       | Seat Leon         | 22:12.655 | 14     | D.N.F.    | 104.51     | 1:24.909     |        |
|         | 20     | Tom Coronel           | Seat Leon         | 21:09.416 | 13     | D.N.F.    | 101.89     | 1:24.888     |        |
|         | 5      | Félix Porteiro        | BMW 320si         | 16:26.378 | 10     | D.N.F.    | 100.91     | 1:24.261     |        |
|         | 26     | Stefano D'Aste*       | BMW 320si         | 3:05.450  | 2      | D.N.F.    | 108.12     | 1:25.454     |        |
|         | 31     | Sergio Hernández*     | BMW 320si         | 3:06.219  | 2      | D.N.F.    | 107.68     | 1:24.911**   |        |
|         | 33     | Miguel Freitas*       | Alfa Romeo 156    | 3:11.626  | 2      | D.N.F.    | 104.64     | 1:28.689     |        |
|         | 21     | Emmet O'Brien*        | Seat Leon         | 3:11.950  | 2      | D.N.F.    | 104.46     | 1:27.452     |        |

- * Pilotos elegíveis para o Yokohama Independents' Trophy.
- ** Melhores voltas.